# Tabor, Sežana
Tabor je naselje v Občini Sežana.